# Pygeretmus platyurus
Pygeretmus platyurus är en däggdjursart som först beskrevs av Lichtenstein 1823.  Pygeretmus platyurus ingår i släktet fettsvansade springråttor och familjen hoppmöss. IUCN kategoriserar arten globalt som livskraftig. Inga underarter finns listade.
Vuxna exemplar är 75 till 115 mm långa (huvud och bål), har en 70 till 95 mm lång svans och väger 19 till 69 g. De har 30 till 36 mm långa bakfötter och 18 till 25 mm långa öron. Ovansidan har samma färg som mörk lera och kroppssidorna samt buken är gulgrå. Den korta svansen är tjock och den har en liten svart tofs vid spetsen. Bakfötternas tår saknar hår på undersidan. Hannar har inget penisben.
Denna springråtta förekommer i Kazakstan, västra Uzbekistan och nordvästra Turkmenistan. Habitatet utgörs av stäpper, halvöknar och öknar.
Individerna bygger underjordiska bon som består av en enkel tunnel. Födan utgörs av gröna växtdelar samt av några frön och rötter. Honor har en kull per år med 4 till 6 ungar.